# Shepparton
Shepparton est la cinquième plus grande ville de l'État de Victoria en Australie. La ville est située à 184 kilomètres au nord de Melbourne, à 123 kilomètres au nord-est de Bendigo en bordure de la rivière Goulburn. Elle compte 38 773 habitants en 2006.

## Histoire
La ville s'est développée au bord de la Goulburn River à un point de passage pour les mineurs venant de Bendigo et allant vers la zone de Beechworth. Comme il n'y avait pas de pont pour relier les deux rives de la Goulburn River, un bac a été rapidement installé et l'endroit est devenu connu sous le nom de "McGuire Punt".
Le nom de Shepparton vient du nom d'un squatter appelé Sherbourne Sheppard qui a tenu la Tallygaroopna Station. À partir de 1855 l'endroit sera connu sous les deux noms "Shepparton" ou "McGuire Punt". La première orthographe a été Sheppardtown ou Sheppardton, avant de venir à son orthographe actuelle lorsque la ville a reçu son nom officiel. On croit parfois que le nom de la ville vient de celui de la ville de Shepperton, en Angleterre, mais ce n'est pas le cas.
Le chemin de fer, en provenance de Seymour atteignit Shepparton en 1880. Shepparton fut pendant un temps, un nœud de lignes ferrées desservant des sites industriels.
La Royal Australian Navy possède un navire baptisé du nom de la cité : le HMAS Shepparton.

## Climat
Shepparton possède un climat semi-aride sur le bord d'un climat subtropical humide (Köppen: BSk/Cfa). Elle expérience des étés modéréemment chauds et des hivers frais. Les temps maximales varient de 32,0 ºC en janvier à 13,4 ºC en juillet; tandis que les temps minimales rangent de 15,5 ºC en janvier à 3,4 ºC en juillet. La pluviométrie moyenne est basse: 450,7 mm et il y a 102.3 jours pluvieux par an. La température la plus élevée enregistrée est de 46,2 ºC le 25 janvier 2019, tandis que la température la plus basse est de −6,3 ºC le 4 août 1997.
| Mois                                  | jan.      | fév.      | mars      | avril     | mai       | juin      | jui.      | août      | sep.      | oct.      | nov.      | déc.      | année           |
| ------------------------------------- | --------- | --------- | --------- | --------- | --------- | --------- | --------- | --------- | --------- | --------- | --------- | --------- | --------------- |
| Température minimale moyenne (°C)     | 15,5      | 15,1      | 12,6      | 8,7       | 5,6       | 3,8       | 3,4       | 3,8       | 5,5       | 7,5       | 10,9      | 13        | 8,8             |
| Température maximale moyenne (°C)     | 32        | 31        | 27,5      | 22,5      | 17,6      | 14,1      | 13,4      | 15        | 18,3      | 22,1      | 26,2      | 29,2      | 22,4            |
| Record de froid (°C) date du record   | 5,6 2004  | 5 1998    | 3,4 2005  | −0,6 1999 | −3,1 1999 | −5,9 2006 | −4,7 1997 | −6,3 1997 | −2,2 2003 | −0,4 2009 | 0,3 1998  | 4 2011    | −6,3 04/08/1997 |
| Record de chaleur (°C) date du record | 46,2 2019 | 46,1 2009 | 40,3 2019 | 35,1 2018 | 26,7 2021 | 21,5 2005 | 20,6 2013 | 24,8 2011 | 34,1 2017 | 36,8 2007 | 42,9 2019 | 44,9 2019 | 46,2 25/01/2009 |
| Précipitations (mm)                   | 34,5      | 32,8      | 33,1      | 37,1      | 35,3      | 41,4      | 40,2      | 44,1      | 37,2      | 36,8      | 45,2      | 32,7      | 450,7           |
| Nombre de jours avec précipitations   | 5,3       | 4,5       | 5,3       | 5,8       | 9,8       | 12,5      | 14,9      | 12,7      | 9,9       | 8,6       | 7         | 6         | 102,3           |
| Humidité relative (%)                 | 28        | 33        | 35        | 43        | 56        | 66        | 68        | 61        | 53        | 44        | 38        | 31        | 46              |

## Économie
Le plus grand producteur australien de fruits en conserve, SPC Ardmona, une filiale de Coca-Cola Amatil, dispose d'installations de production à Shepparton, Mooroopna et à proximité Kyabram. Les fruits de saison, tels que les pêches, poires et abricots, sont mis en conserves sous diverses présentations. Un point de vente à Mooroopna vend les produits légèrement endommagés à prix réduits. Des fabricants de matériel, comme Furphy Engineering, essaient de répondre aux besoins des producteurs primaires. Shepparton est un important centre de transport routier et a également de nombreux établissements d'enseignement.

## Loisir et culture
Dans ce domaine la ville est connue pour son projet artistique Moooving Art qui regroupe des artistes locaux peignant des vaches faites de fibre et de résine, disséminées dans la région. Ce projet souligne l'importance de l'industrie laitière locale.

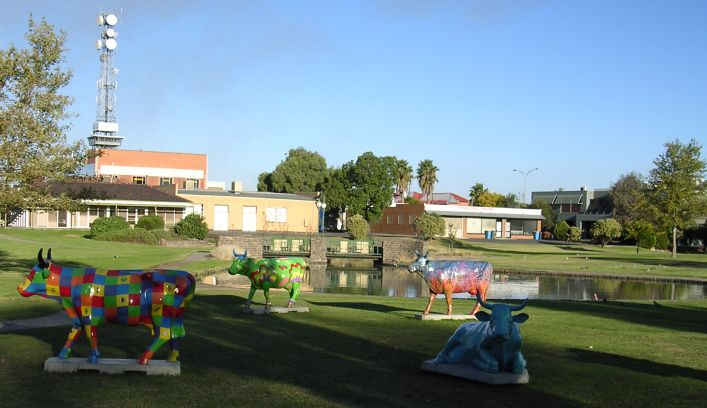
Shepparton Cow Parade.

Le centre de loisirs de Kidston, situé entre Shepparton et Mooroopna prétend accueillir 200 enfants par jour.
La cité et ses environs abritent en outre un grand centre nautique baptisé Aquamoves, deux centres d'art théâtral.
Shepperton héberge aussi le Shepparton Theatre Arts Group (STAG).
Enfin, le groupe de rock australien Augie March (en) est originaire de Shepperton.
Shepperton est connu pour avoir le plus haut taux de grossesse chez les adolescents dans l'État et le troisième rang dans la nation. (https://www.theguardian.com/australia-news/video/2015/jun/18/shepparton-australia-victoria-unemployment-video)